# Batanta
Batanta (indonez. Pulau Batanta) – wyspa w Indonezji na Oceanie Spokojnym w grupie wysp Raja Ampat; powierzchnia 455,9 km², długość linii brzegowej 226,6 km. 
Od północy oddzielona Cieśniną Dampiera od wyspy Waigeo; wschodnia część wyspy nizinna, zachodnia górzysta (Gunung Batanta 1183 m n.p.m.), atrakcją turystyczną są wysokie wodospady; porośnięta lasem równikowym. 
Słabo zaludniona, prymitywne rolnictwo.
Na Batanta są używane języki bata (lokalny język z południa wyspy) i biak (wariant zwany beser, język migrantów z ludu Biak).